# Vintilă Russu-Șirianu
Vintilă Russu-Șirianu (n. 20 aprilie 1897, Arad, comitatul Arad, d. 25 februarie 1973, București) a fost un dramaturg, traducător, memorialist și publicist român. 

## Biografie
A fost fiul lui Ioan Russu-Șirianu. Studiile liceale le face la Arad și Ploiești, apoi urmeză un timp cursurile Conservatorului de Artă Dramatică și ale Facultății de Medicină din București, apoi urmează Facultatea de Litere și Filosofie, fiind în același timp secretarul lui Nicolae Iorga la Liga Culturală. 
A fost pentru scurte perioade de timp audient la școli superioare din Londra și Paris. În timpul Primului Război Mondial se înrolează ca voluntar, iar după război, în anul 1919, lucrează la Biblioteca Academiei Române. 
A fost secretarului lui Octavian Goga la Societatea Scriitorilor Români între anii 1923 și 1924. În perioada interbelică  a fost redactor la Flacăra și colaborează cu versuri, proză, cronici și la Gândirea, Cugetul românesc, Minerva, Sfatul țării, Adevărul literar și artistic, Rampa, Universul literar, Îndreptatea și altele. 
În anul 1924, are loc la Teatrul Național din București, premiera piesei Biruitorul, scrisă în colaborare cu Alexandru Băbeanu. 
În anul 1927 pleacă la Paris, unde conduce periodicul lunar Revue franco-roumaine, promovând literatura și cultura românească.
Vintilă Russu-Șirianu a fost dezinteresat de soarta scrierilor sale, cele mai multe rămânând rătăcite prin publicațiile vremii și ascunse după pseudonime ca: Cronicarul Dâmbo-viței, Ion Dacu, D. Dinu, Mefistofel, V. Ronea, V. Rugă, V. Sângeru, V. Șerban etc.
Lucrarea sa cea mai importantă, este o suită de schițe memorialistice despre personalități literare și artistice pe care le-a cunoscut: George Enescu, Constantin Brâncuși, Mihail Sadoveanu, Octavian Goga, Panait Istrati, iar în această lucrare sunt incluse și amintirile tatălui său despre Mihai Eminescu, I.L. Caragiale, George Coșbuc.
Moare în București la 25 februarie 1973.

## Opera
- Nopțile, București, 1917;
- Foi galbene, București, 1921;
- Biruitorul (în colaborare cu Al. Băbeanu), București, 1925;
- Teatru pentru muncitori (în colaborare), București,1947;
- Vinurile lor...., București, 1969;
- Îmi amintesc de aceste versuri, București, 1972.

### Traduceri
- Honoré de Balzac, Cămătarul
- Erskine Caldwell, Pământ tragic, București, 1948 (în colaborare cu Eugen B. Marian);
- Roger Martin du Gard, Familia Thibault, București, 1964 (în colaborare cu Al. Dimitriu-Păușești).